# Guillaume II de Rougé
Guillaume II seigneur de Rougé mort vers 1398, est un membre de la famille des seigneurs de Rougé.

## Famille
Guillaume II de Rougé dit Galhot, est le fils cadet de Bonabes IV de Rougé et de Jeanne de L'Isle-Bouchard. De son épouse Marguerite de Beaumanoir († 1389) fille de Jean IV de Beaumanoir et laisse: 
- Jean (IV) de Rougé († 1416), seigneur de Rougé, épouse Béatrix de Rieux s.p.
- Jeanne de Rougé (†  1413), dame de Derval, épouse Armel II de Châteaugiron († 1414 )
- Olive, dame de la Roche d'Iré († 1418) épouse Jean du Perrier seigneur de Quintin.

## Titres
Chevalier banneret ; seigneur de Rougé, de Derval, de Cinq-Mars-la-Pile, de La Roche d'Iré et de Neuville ; vicomte de La Guerche.